# Svulltjärnet
Svulltjärnet är en sjö i Sunne kommun i Värmland och ingår i Göta älvs huvudavrinningsområde.